# Wer da gläubet und getauft wird
Wer da gläubet und getauft wird (in tedesco, "Chi crede e viene battezzato") BWV 37 è una cantata di Johann Sebastian Bach.

## Storia
La cantata Wer da gläubet und getauft wird venne composta da Bach a Lipsia nel 1724 e fu eseguita per la prima volta il 18 maggio dello stesso anno, giorno dell'ascensione. Venne inoltre replicata il 3 maggio 1731. Il testo è tratto dal vangelo secondo Marco, capitolo 16 e verso 16, per il primo movimento; di Philipp Nicolai è il testo del terzo movimento, tratto dall'inno Wie schön leuchtet der Morgenstern del 1599; il testo del coro finale è tratto dall'inno Ich dank dir, lieber Herre del 1535 di Johann Kolrose; il testo dei restanti movimenti, invece, è di autore ignoto.

## Struttura
La cantata è scritta per soprano solista, contralto solista, tenore solista, basso solista, coro, oboe d'amore I e II, violino I e II, viola e basso continuo ed è suddivisa in sei movimenti:
1. Coro: Wer da gläubet und getauft wird, per tutti.
2. Aria: Der Glaube ist das Pfand der Liebe, per tenore, violino e continuo.
3. Duetto: Herr Gott Vater, mein starker Held!, per soprano, contralto e continuo.
4. Recitativo: Ihr Sterblichen, verlanget ihr, per basso, archi e continuo.
5. Aria: Der Glaube schafft der Seele Flügel, per basso, oboe d'amore, archi e continuo.
6. Corale: Den Glauben mir verleihe, per tutti.